# (37125) 2000 VP12
2000 VP12 (asteroide 37125) é um asteroide da cintura principal. Possui uma excentricidade de 0.08383130 e uma inclinação de 3.90786º.
Este asteroide foi descoberto no dia 1 de novembro de 2000 por LINEAR em Socorro.